# بزرگراه وکیل آباد

پارک جنگلی وکیل‌آباد

وکیل‌آباد یکی از بلوارهای بزرگ مشهد است که در غرب شهر قرار دارد و از فلکه پارک یا همان میدان آزادی شروع و به دوراهی طرقبه و شاندیز پایان می‌یابد. خط یک قطار شهری مشهد در کل بلوار وکیل‌آباد و از میان بلوار رد می‌شود و با وجودی که در دیگر مناطق شهر، زیر زمین است در وکیل‌آباد از روی زمین حرکت می‌کند. پایانه مسافربری درون‌شهری و همچنین پایانه قطار شهری نیز در پایانه این بلوار قرار گرفته است. نقطه شروع خط متروی در حال ساخت مشهد به گلبهار نیز پایانه وکیل‌آباد است.
در واقع وکیل‌آباد منطقه‌ای ییلاقی و خوش آب‌وهوا در غرب مشهد است که بلوار منتهی این منطقه به فلکه پارک (آزادی) نیز به همین نام نامیده شده است. پارک جنگلی وکیل‌آباد از جمله تفریحگاه‌های قدیمی و زیبای این شهر و دارای محلی برای استراحت مسافران، شهربازی بسیار بزرگی با نام کوهستان پارک شادی و باغ‌وحش است. گفته می‌شود که گستره وکیل‌آباد بیش از ۷۰ هکتار و همچنین دارای رودخانه‌ای فصلی است.
باغ وکیل آباد توسط حاج حسین آقا ملک (خرداد ۱۲۵۰ – مرداد ۱۳۵۱) وقف شده است.
حسین ملک فرزند حاج محمدکاظم ملک التجار (۱۳۰۵ – ۱۲۲۷) و نواده آقا محمدمهدی تبریزی بازرگان‌زاده تبریزی الاصل در خانه پدری‌اش در بازار بین‌الحرمین (حلبی سازها) تهران متولد گردید. وی علاوه‌بر تحصیل علوم قدیمه در مدارس دارالشفاء و صدر، زبان فرانسه را نیز در مدرسه آلیانس آموخت. ملک در سال ۱۲۷۹ به مکه مشرف گردید. او در سال ۱۲۸۳ به همراه پدر جهت سرکشی از املاک وی به خراسان سفر نمود و سال بعد به عنوان مسئول این املاک در مشهد ساکن شد. حسین آقا ملک که از خود پنج فرزند دختر به یادگار گذاشته بود، سرانجام در مرداد ۱۳۵۱ دار فانی را وداع گفته و پیکرش در حرم امام رضا به خاک سپرده شد.
.
پیش از آنکه پل مهندس پرتوی بر روی رودخانه ایجاد گردد جاده ارتباطی مشهد به سمت طرقبه و شاندیز از کنار این منطقه زیبا عبور می‌کرد. جاده‌ای باریک و درختانی تنومند و سر به فلک کشیده.
در سال ۱۳۹۲ این منطقه بازسازی گردید که در بازسازی آن از مصالح طبیعی استفاده و همچنین قنات قدیمی و فعال آن که دارای سه دهانه در بوستان بود بازسازی و ترمیم گشته است و از برداشت غیرقانونی آب از آن جلوگیری به عمل آمده است. همچنین ایمن‌سازی بستر قدیمی بوستان، ساخت آب‌نما، بازسازی استخرها، ساخت ۶۰ سرویس بهداشتی، پارکینگ، گلخانه و باغ گیاه‌شناسی بخشی از فعالیت‌هایی است که در سال‌های قبل در این بوستان صورت گرفته است.
شهرداری مشهد با احداث خیابان و جدول‌بندی و کف‌سازی معابر و آب‌نما، برق‌کشی، وسایل بازی کودکان، اقامتگاه‌های موقت، ۶۰ سرویس بهداشتی، پارکینگ، گلخانه، باغ گیاه‌شناسی و کافه رستوران امکانات رفاهی بوستان را افزایش داده است. همچنین ایجاد معبر و محوطه‌سازی داخلی پارک، بازسازی استخرها و پلکان متعدد باعث زیباتر شدن چشم‌اندازهای پارک شده است.
بزرگراه وکیل‌آباد که نزد مردم مشهد به بلوار وکیل‌آباد نیز شناخته می‌شود، منطقه‌ای مدرن در مشهد است. در ابتدای این بلوار از سمت میدان آزادی پارک ملت، دانشگاه فردوسی و پایانه آزادی و در انتهای آن بوستان وکیل‌آباد و پایانه مسافربری درون‌شهری وکیل‌آباد قرار دارد. بلوارهای اصلی منتهی به این بلوار عبارتند از، بلوار امامت، جلال آل‌احمد، سیدرضی، دانش‌آموز، دانشجو، شهید فخرایی، خیابان صدف، شهید قانع، دندانپزشکان، فارغ‌التحصیلان، استاد فرشچیان، نمایشگاه، کوهستان، شهید برونسی، اقبال لاهوری، لادن، صیاد شیرازی، حافظ، هفت تیر، هنرستان، هاشمیه، کوثر و شهید باهنر.